# Championnat d'Europe masculin de volley-ball 1983
Navigation
Bulgarie 1981 Pays-Bas 1985
Le 13e championnat d'Europe masculin de volley-ball s'est déroulé du 17 au 25 septembre 1983 à Berlin (RDA).

## Équipes présentes
- Bulgarie
- Tchécoslovaquie
- Finlande
- France
- Allemagne de l'Est
- Allemagne de l'Ouest

- Italie
- Pays-Bas
- Pologne
- Roumanie
- Hongrie
- URSS

## Composition des poules
| Poule A                                              | Poule B                                    | Poule C                                                                |
| ---------------------------------------------------- | ------------------------------------------ | ---------------------------------------------------------------------- |
| Site : Erfurt Tchécoslovaquie Finlande Pays-Bas URSS | Site : Suhl France Italie Pologne Roumanie | Site : Berlin Bulgarie Allemagne de l'Est Allemagne de l'Ouest Hongrie |

## Phase finale

### Poule A -Erfurt

#### Classement
| # | Équipe          | Pts | J | G | P | Sp | Sc | Ratio | Pp  | Pc  | Ratio |
| - | --------------- | --- | - | - | - | -- | -- | ----- | --- | --- | ----- |
| 1 | URSS            | 6   | 3 | 3 | 0 | 9  | 1  | 9     | 150 | 102 | 1.471 |
| 2 | Tchécoslovaquie | 5   | 3 | 2 | 1 | 6  | 5  | 1.2   | 151 | 137 | 1.102 |
| 3 | Finlande        | 4   | 3 | 1 | 2 | 4  | 6  | 0.667 | 120 | 134 | 0.896 |
| 4 | Pays-Bas        | 3   | 3 | 0 | 3 | 2  | 9  | 0.222 | 119 | 167 | 0.713 |

### Poule B -Suhl

#### Résultats
1. ↑  Le joueur français Alain Clévenot a été contrôlé positif au test antidopage, la rencontre s'était terminée sur le score de 3-2 (15-9; 15-4; 13-15; 11-15; 15-13), le résultat officiel entériné est de 3-0 (15-0; 15-0; 15-0).

#### Classement
| # | Équipe   | Pts | J | G | P | Sp | Sc | Ratio | Pp  | Pc  | Ratio |
| - | -------- | --- | - | - | - | -- | -- | ----- | --- | --- | ----- |
| 1 | Pologne  | 6   | 3 | 3 | 0 | 9  | 3  | 3     | 170 | 122 | 1.393 |
| 2 | Italie   | 5   | 3 | 2 | 1 | 7  | 6  | 1.167 | 177 | 147 | 1.204 |
| 3 | Roumanie | 4   | 3 | 1 | 2 | 7  | 8  | 0.875 | 195 | 204 | 0.956 |
| 4 | France   | 3   | 3 | 0 | 3 | 3  | 9  | 0.333 | 100 | 169 | 0.592 |

### Poule C -Berlin

#### Classement
| # | Équipe               | Pts | J | G | P | Sp | Sc | Ratio | Pp  | Pc  | Ratio |
| - | -------------------- | --- | - | - | - | -- | -- | ----- | --- | --- | ----- |
| 1 | Bulgarie             | 6   | 3 | 3 | 0 | 9  | 1  | 9     | 144 | 76  | 1.895 |
| 2 | Allemagne de l'Est   | 5   | 3 | 2 | 1 | 6  | 4  | 1.5   | 120 | 116 | 1.034 |
| 3 | Hongrie              | 4   | 3 | 1 | 2 | 4  | 7  | 0.571 | 112 | 148 | 0.757 |
| 4 | Allemagne de l'Ouest | 3   | 3 | 0 | 3 | 2  | 9  | 0.222 | 123 | 159 | 0.774 |

### Poule 7 à 12 -Suhl

#### Classement
| #  | Équipe               | Pts | J | G | P | Sp | Sc | Ratio | Pp  | Pc  | Ratio |
| -- | -------------------- | --- | - | - | - | -- | -- | ----- | --- | --- | ----- |
| 7  | Finlande             | 9   | 5 | 4 | 1 | 12 | 6  | 2     | 237 | 190 | 1.247 |
| 8  | Roumanie             | 9   | 5 | 4 | 1 | 12 | 8  | 1.5   | 268 | 250 | 1.072 |
| 9  | Allemagne de l'Ouest | 8   | 5 | 3 | 2 | 11 | 7  | 1.571 | 234 | 228 | 1.026 |
| 10 | Pays-Bas             | 7   | 5 | 2 | 3 | 7  | 9  | 0.778 | 195 | 190 | 1.026 |
| 11 | Hongrie              | 6   | 5 | 1 | 4 | 8  | 13 | 0.615 | 237 | 284 | 0.835 |
| 12 | France               | 6   | 5 | 1 | 4 | 7  | 14 | 0.5   | 245 | 274 | 0.894 |

### Poule 1 à 6 -Berlin

#### Classement
| # | Équipe             | Pts | J | G | P | Sp | Sc | Ratio | Pp  | Pc  | Ratio |
| - | ------------------ | --- | - | - | - | -- | -- | ----- | --- | --- | ----- |
| 1 | URSS               | 10  | 5 | 5 | 0 | 15 | 2  | 7.5   | 249 | 165 | 1.509 |
| 2 | Pologne            | 9   | 5 | 4 | 1 | 13 | 7  | 1.857 | 248 | 244 | 1.016 |
| 3 | Bulgarie           | 7   | 5 | 2 | 3 | 10 | 9  | 1.111 | 239 | 232 | 1.03  |
| 4 | Italie             | 7   | 5 | 2 | 3 | 10 | 13 | 0.769 | 304 | 291 | 1.045 |
| 5 | Tchécoslovaquie    | 6   | 5 | 1 | 4 | 5  | 12 | 0.417 | 202 | 239 | 0.845 |
| 6 | Allemagne de l'Est | 6   | 5 | 1 | 4 | 4  | 14 | 0.286 | 187 | 258 | 0.725 |

## Palmarès
| Place              | Équipe             |
| ------------------ | ------------------ |
| Médaille d'or      | URSS               |
| Médaille d'argent  | Pologne            |
| Médaille de bronze | Bulgarie           |
| 4                  | Italie             |
| 5                  | Tchécoslovaquie    |
| 6                  | Allemagne de l'Est |
| 7                  | Finlande           |
| 8                  | Roumanie           |
| 9                  | Grèce              |
| 10                 | Pays-Bas           |
| 11                 | Hongrie            |
| 12                 | France             |